# Cezary Grabarczyk
Cezary Stanisław Grabarczyk (Łódź; 26 de Abril de 1960 — ) é um político da Polónia. Ele foi eleito para a Sejm em 25 de Setembro de 2005 com 13775 votos em 11 no distrito de Sieradz, candidato pelas listas do partido Platforma Obywatelska.
Ele também foi membro da Sejm 2001-2005.